# 夏宁
夏宁（1960年10月—），山东威海人，汉族，中华人民共和国政治人物，全国政协委员，中国致公党党员。担任致公党中央委员、广西壮族自治区委主委、广西医科大学副校长、广西壮族自治区卫生健康委员会副主任。2008年，当选第十一届全国政协委员，代表医药卫生界，分入第四十五组。2018年1月，当选第十三届全国政协委员。